# 푸미 도그

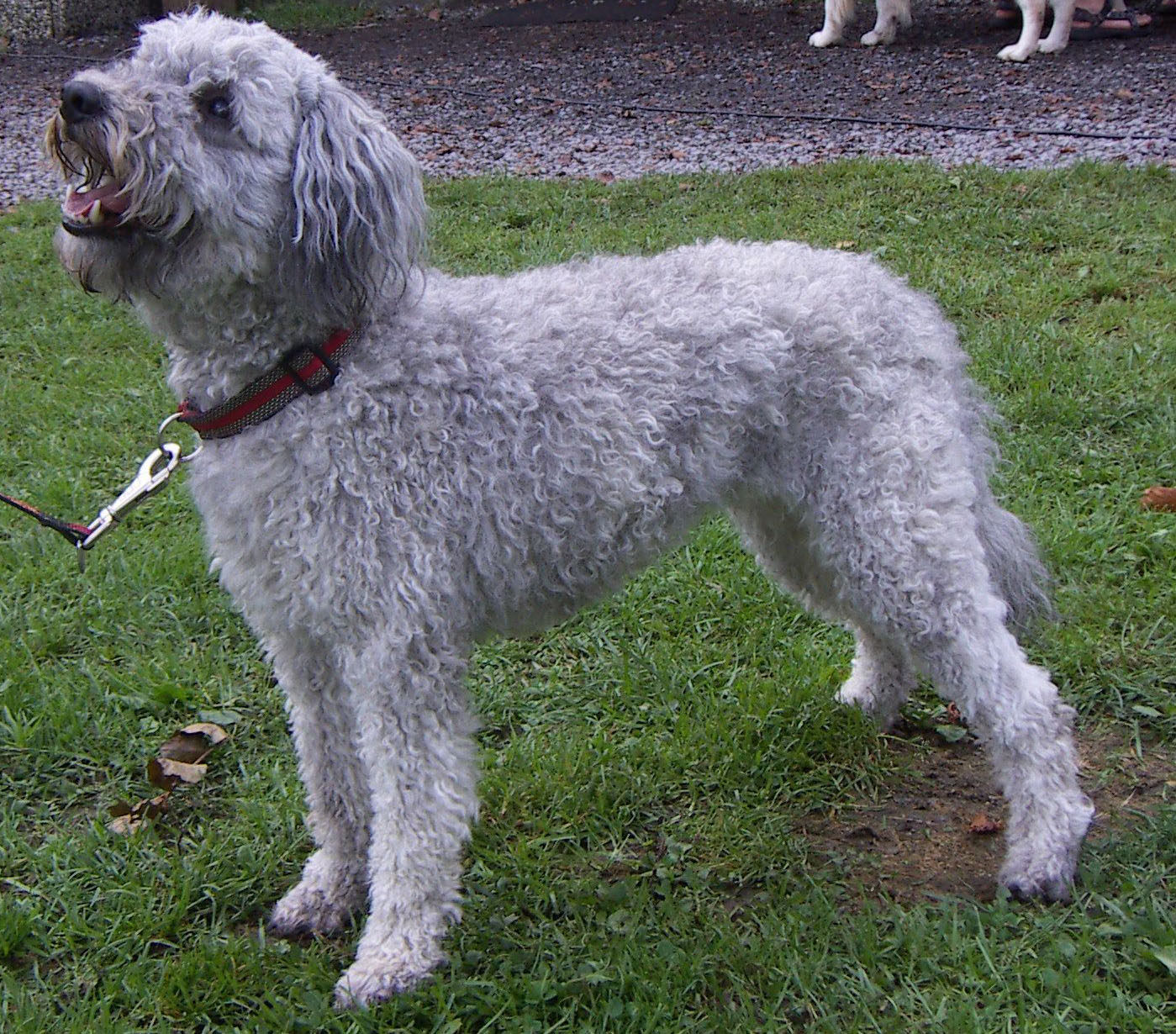

푸미 도그(Pumi dog)는 헝가리 기원의 중소형 목양견이다. 개를 몰 수 있는 능력이 있으며 농장 가축, 특히 양을 통제하기 위해 가까이서 모으고 일할 수 있다. 푸미는 눈에 띄는 귀가 있는 길고 가늘어지는 주둥이와 등 위로 말려진 꼬리를 가지고 있으며 때로는 기발한 표정을 짓고 있는 것으로 묘사된다. 이중 털(검은색, 흰색, 회색 또는 황갈색)은 물결 모양의 털과 곱슬머리가 혼합되어 있다.
푸미는 17세기부터 헝가리 풀리와 프랑스 및 독일의 목축견을 교배하여 탄생한 것으로 간주된다. 국제 품종 표준은 1935년에 승인되었다. 푸미는 2011년에 미국에서, 2015년에 영국에서 공식적으로 인정된 품종이 되었다. 헝가리에는 2,000마리 이상의 푸미가 등록되어 있으며, 핀란드와 스웨덴에는 주목할만한 인구가 있고 적지만 점점 늘어나고 있는 품종이다. 미국, 영국, 독일에 등록되었다.
일부 사람들은 푸미가 빠른 움직임, 기민한 기질, 2차형의 날씬하고 근육질의 체형과 같은 테리어와 유사한 특성을 갖고 있기 때문에 "헝가리식 목축 테리어"(Hungarian herding terrier)라고 부른다.